# Adžnála
Adžnála je město v indickém svazovém státě Paňdžábu. Leží na severozápadním kraji okresu Amritsar, severozápadně od Amritsaru, a na severozápadě sousedí s provincií Paňdžáb v Pákistánu (tedy s pákistánskou částí historického Paňdžábu). Při sčítání lidu v Indii v roce 2001 měla Adžnála přes osmnáct tisíc obyvatel, z toho zhruba 68 % gramotných.